# Mócsy Imre
Mócsy Imre (Kalocsa, 1907. november 21. – Budapest, 1980. június 12.) jezsuita szerzetes, a magyarországi, kommunizmus alatti egyházellenes terror idején többször is elítélték.

## Élete
Tanulmányait szülőhelyén, Kalocsán kezdte, 1925-ben, az érettségi után felvételét kérte a jezsuita rendbe. A próbaidők és bölcseleti tanulmányai után az innsbrucki egyetemen tanult teológiát, tanulmányai végén le is doktorált. 1938-ban a szegedi főiskolán tanár lett, ez idő alatt pedig Rómában a Gregoriana Pápai Egyetemen bölcseleti doktorátust, a Pápai Biblikus Intézetben pedig tudományos fokozatot szerzett.
1944 februárjában a Gergely Egyetem teológia karán lett tanár, ezt a tisztségét 1947-ig töltötte be, ekkor azonban visszatért Magyarországra és a szegedi főiskolán Biblikumot tanított. Egy év múlva Rómába látogatott, azonban mikor hazatért letartóztatták és internálták a kommunista hatóságok: a kistarcsai táborba került. Kilenc és fél évre ítélték, csak 1954-ben helyezték szabad lábra feltételesen.
Szabadulása után alkalmi munkás volt, közben pedig kapcsolatba került a Rózsa Elemér által indított titkos papneveldével, ahol újra Szentírástant tanított. A papnevelde azonban lelepleződött és Mócsy Imrét társaival együtt letartóztatták, majd 1965 januárjában négy év börtönre ítélték. Szabadulása után a MÁV-nál dolgozott, innen ment nyugdíjba 1970-ben.
Nyugdíjasként Szentírás-magyarázatokat írt, amelyeket azonban soha nem publikálhatott. Megbetegedett, majd évekig tartó szenvedés után 1980-ban meghalt.

## Művei
- Szikrák Loyolai Szt. Ignác életéből; összeáll. Mócsy Imre; Manréza, Bp., 1933
- Szent Pál élete. Vázlat; Árpád Nyomda, Szeged, 1942
- Isten elé nyitott szívvel. Ante orationem praepara animam tuam... Néhány szó az "elmélkedő" imádságról és főleg az arra való felkészülésről, különös tekintettel Loyolai Szent Ignác lelkigyakorlatos könyvére; St. Jutta Foundation, New York, 1962
- Nyitott szívvel. Keresztény világnézet, keresztény lelki élet; Szt. István Társulat, Bp., 1980
- Beadványom; Magyar Egyházszociológiai Intézet, Bécs, 1989
- Mi a Biblia? Kultúránk alkotó eleme, Szent könyv, Isten szava; Szent Jeromos Katolikus Bibliatársulat, Bp., 1998 (Biblikus írások)
- Az evangéliumok hitelessége; Szent Jeromos Katolikus Bibliatársulat, Bp., 2001 (Biblikus írások)
- Hagytam magam szerettetni; Szent Jeromos Katolikus Bibliatársulat, Bp., 2007 (Biblikus írások)
- Isten közelében. Lelkigyakorlatos elmélkedések; sajtó alá rend., jegyz. Szabó Ferenc, szöveggond. Gyorgyovich Miklós; Szt. István Társulat, Bp., 2007